# Manding (Pucang Laban)
Manding is een bestuurslaag in het regentschap Tulungagung van de provincie Oost-Java, Indonesië. Manding telt 1360 inwoners (volkstelling 2010).